# Campeonato de Primera División de Aruba 2015-16
La División de Honor de Aruba 2015-16 es la 55.ª edición de la Primera División de Aruba. 

## Formato
Se disputarán 18 fechas enfrentándose todos los equipos, al final los cuatro primeros que acumulen más puntos en la temporada clasificaran a los play-offs caya 4, mientras que el último clasificado descenderá a la División Uno de Aruba, además el octavo y noveno jugarán el play-offs de relegación.
Los cuatro equipos que play-offs caya 4 jugarán seis partidos más, los dos primeros clasificados jugarán la final a doble partido ida y vuelta, el campeón y el subcampeón, de cumplir con los requisitos establecidos, podrán participar en el Campeonato de Clubes de la CFU 2017. 

## Equipos participantes
| Pos.   | Equipo      | Ciudad      |
| ------ | ----------- | ----------- |
| 1      | RCA         | Solito      |
| 2      | Estrella    | Santa Cruz  |
| 3      | Britannia   | Piedra Plat |
| 4      | Bubali      | Noord       |
| 5      | Dakota      | Oranjestad  |
| 6      | La Fama     | Savaneta    |
| 7      | Nacional    | Palm Beach  |
| 8      | River Plate | Madiki      |
| 9      | San Nicolas | San Nicolas |
| 1 (SD) | Caravel     | Angochi     |

### Ascensos y descensos
| Pos. | Ascendidos de División Uno 2014-15 |
| ---- | ---------------------------------- |
| 1    | Caravel                            |

| Pos. | Descendidos de Primera División 2014-15 |
| ---- | --------------------------------------- |
| 10   | Brazil Juniors                          |

## Temporada regular
Actualizado el 12 de octubre de 2016.
| Pos. | Equipo      | PJ | PG | PE | PP | GF | GC | DG  | Pts. | Clasificado a           |
| ---- | ----------- | -- | -- | -- | -- | -- | -- | --- | ---- | ----------------------- |
| 1    | RCA         | 18 | 17 | 0  | 1  | 71 | 13 | +58 | 51   | Play-offs caya 4        |
| 2    | Britannia   | 18 | 14 | 2  | 2  | 50 | 16 | +34 | 44   | Play-offs caya 4        |
| 3    | Dakota      | 18 | 12 | 3  | 3  | 51 | 18 | +33 | 39   | Play-offs caya 4        |
| 4    | Nacional    | 18 | 8  | 3  | 7  | 35 | 28 | +7  | 27   | Play-offs caya 4        |
| 5    | Bubali      | 18 | 8  | 2  | 8  | 34 | 31 | +3  | 25   |                         |
| 6    | River Plate | 18 | 8  | 1  | 9  | 30 | 32 | -2  | 25   |                         |
| 7    | Estrella    | 18 | 6  | 2  | 10 | 24 | 33 | -9  | 20   |                         |
| 8    | La Fama     | 18 | 4  | 1  | 13 | 13 | 32 | -19 | 13   | Play-offs de relegación |
| 9    | Caravel     | 18 | 3  | 1  | 14 | 17 | 52 | -35 | 10   | Play-offs de relegación |
| 10   | San Nicolas | 18 | 1  | 3  | 14 | 13 | 83 | -70 | 6    | División Uno 2016-17    |

## Play-offs caya 4
Actualizado el 12 de octubre de 2016.
| Pos. | Equipo    | PJ | PG | PE | PP | GF | GC | DG  | Pts. | Clasificado a                               |
| ---- | --------- | -- | -- | -- | -- | -- | -- | --- | ---- | ------------------------------------------- |
| 1    | Dakota    | 6  | 4  | 1  | 1  | 12 | 7  | +5  | 13   | Final y Campeonato de Clubes de la CFU 2017 |
| 2    | RCA       | 6  | 3  | 2  | 1  | 12 | 6  | +6  | 11   | Final y Campeonato de Clubes de la CFU 2017 |
| 6    | Britannia | 6  | 3  | 0  | 3  | 10 | 8  | +2  | 9    |                                             |
| 7    | Nacional  | 6  | 0  | 1  | 5  | 5  | 18 | -13 | 1    |                                             |

## Final
Actualizado el 12 de octubre de 2016.
| Local  | Resultado | Visitante | Fecha               |
| ------ | --------- | --------- | ------------------- |
| Dakota | 0 - 1     | RCA       | 15 de junio de 2016 |
| RCA    | 1 - 0     | Dakota    | 19 de junio de 2016 |

| RCA Campeón |

## Play-offs de relegación
Actualizado el 12 de octubre de 2016.
| Pos. | Equipo     | PJ | PG | PE | PP | GF | GC | DG  | Pts. | Clasificado a            |
| ---- | ---------- | -- | -- | -- | -- | -- | -- | --- | ---- | ------------------------ |
| 1    | Caravel    | 6  | 4  | 1  | 1  | 15 | 5  | +10 | 13   | Primera División 2016-17 |
| 2    | La Fama    | 6  | 3  | 1  | 2  | 20 | 16 | +4  | 10   | Primera División 2016-17 |
| 3    | Caiquetio  | 6  | 2  | 2  | 2  | 13 | 11 | +2  | 8    | División Uno 2016-17     |
| 4    | Sport Boys | 6  | 0  | 2  | 4  | 7  | 23 | -16 | 2    | División Uno 2016-17     |

| Caravel Se mantiene en Primera División | La Fama Se mantiene en Primera División |

| Caiquetio Se mantiene en División Uno | Sport Boys Se mantiene en División Uno |